# Юстиція (богиня)

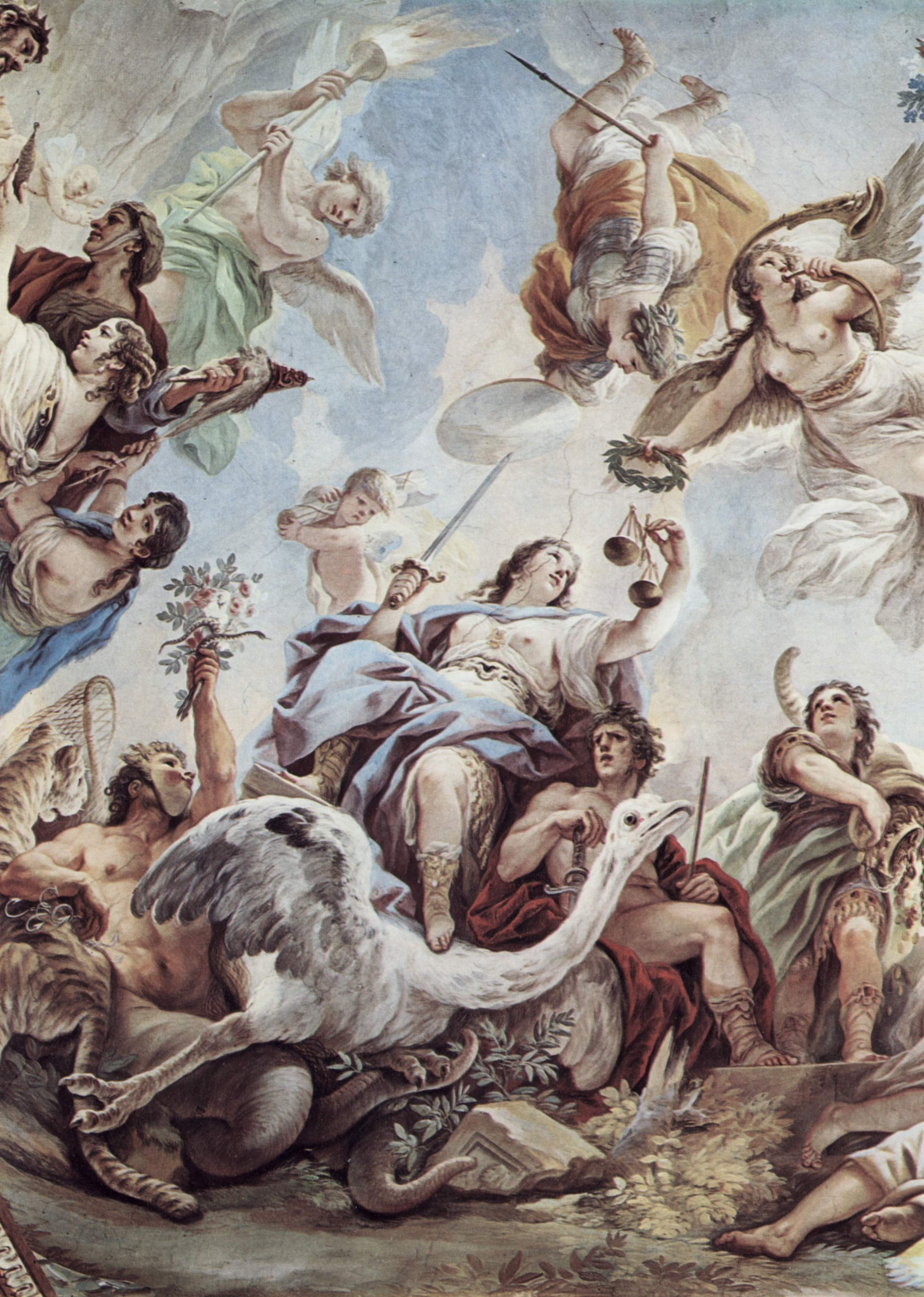
Богиня Юстиція. Фреска.

Юсти́ція (лат. justitia — справедливість, правосуддя) — богиня правосуддя, культ якої існував у Римі від часу Тиберія, що присвятив їй у Римі статую. Згідно з одним написом, Юстиція мала окремого жерця. За міфом, вона остання залишила землю в залізній добі (Пор. Діке, Астрея).

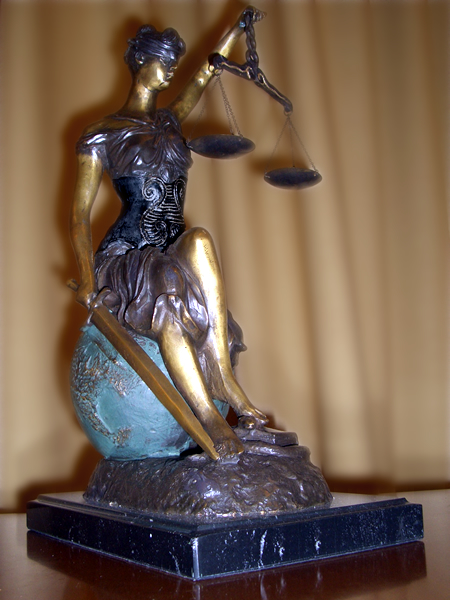
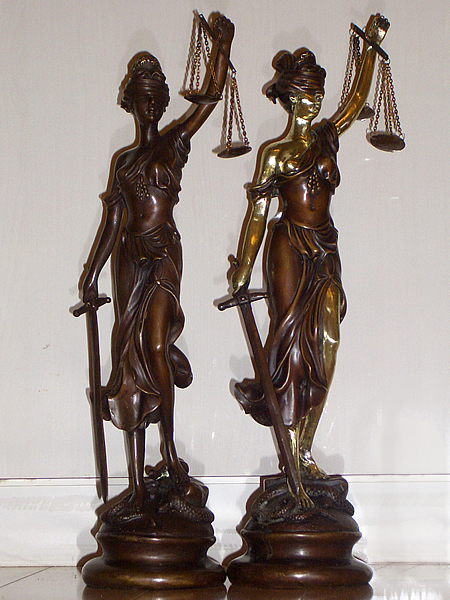
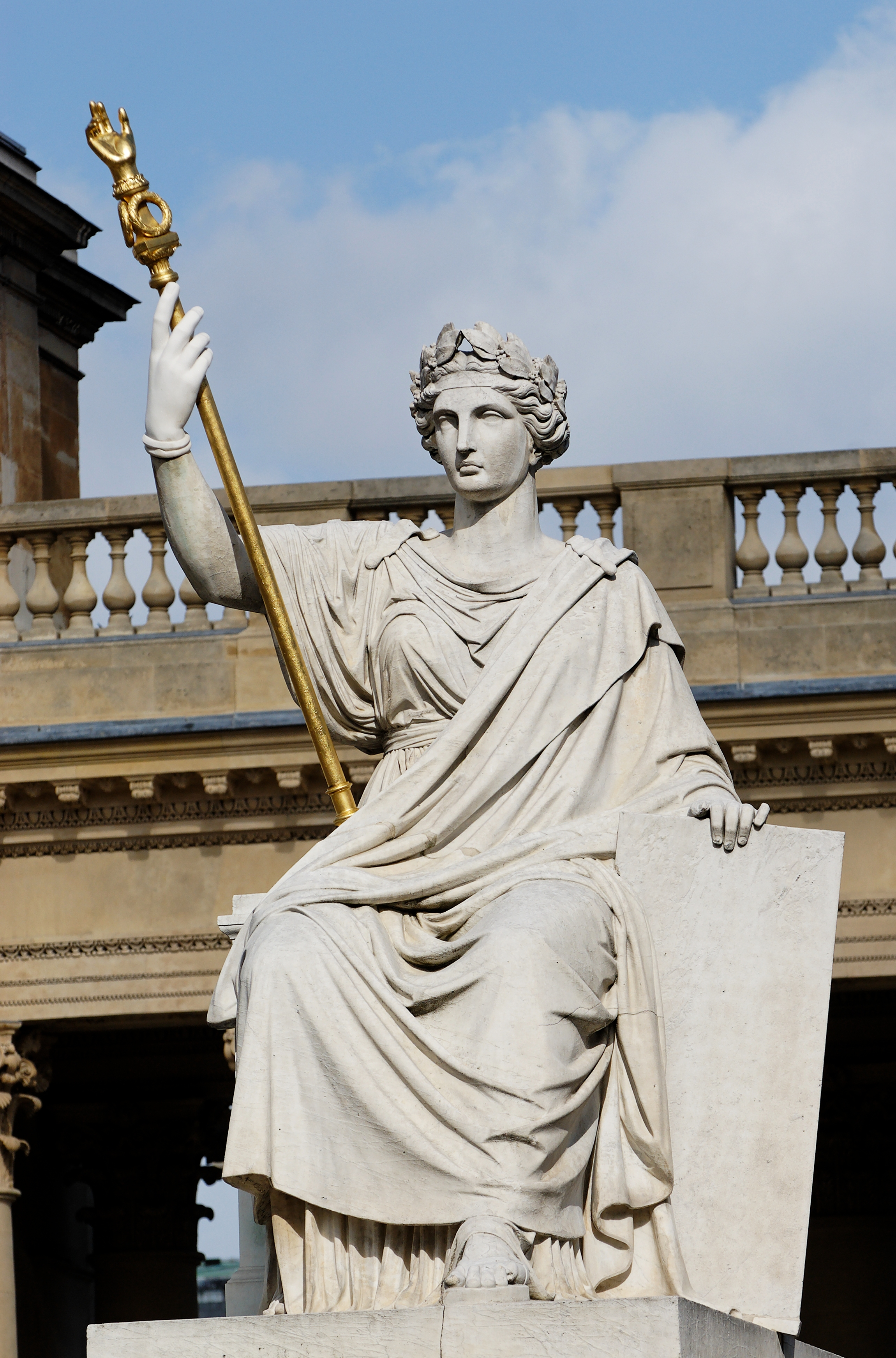
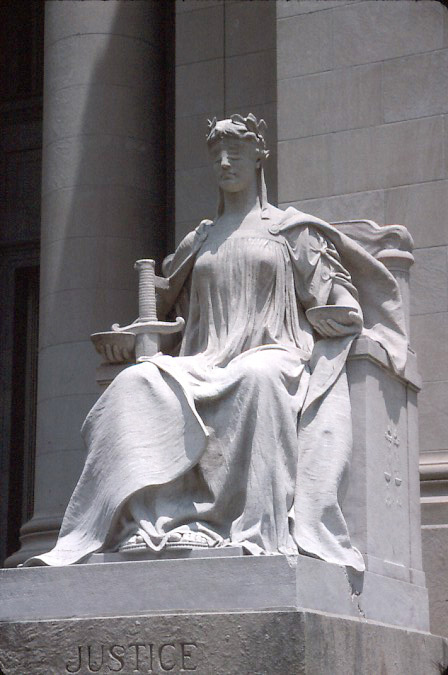
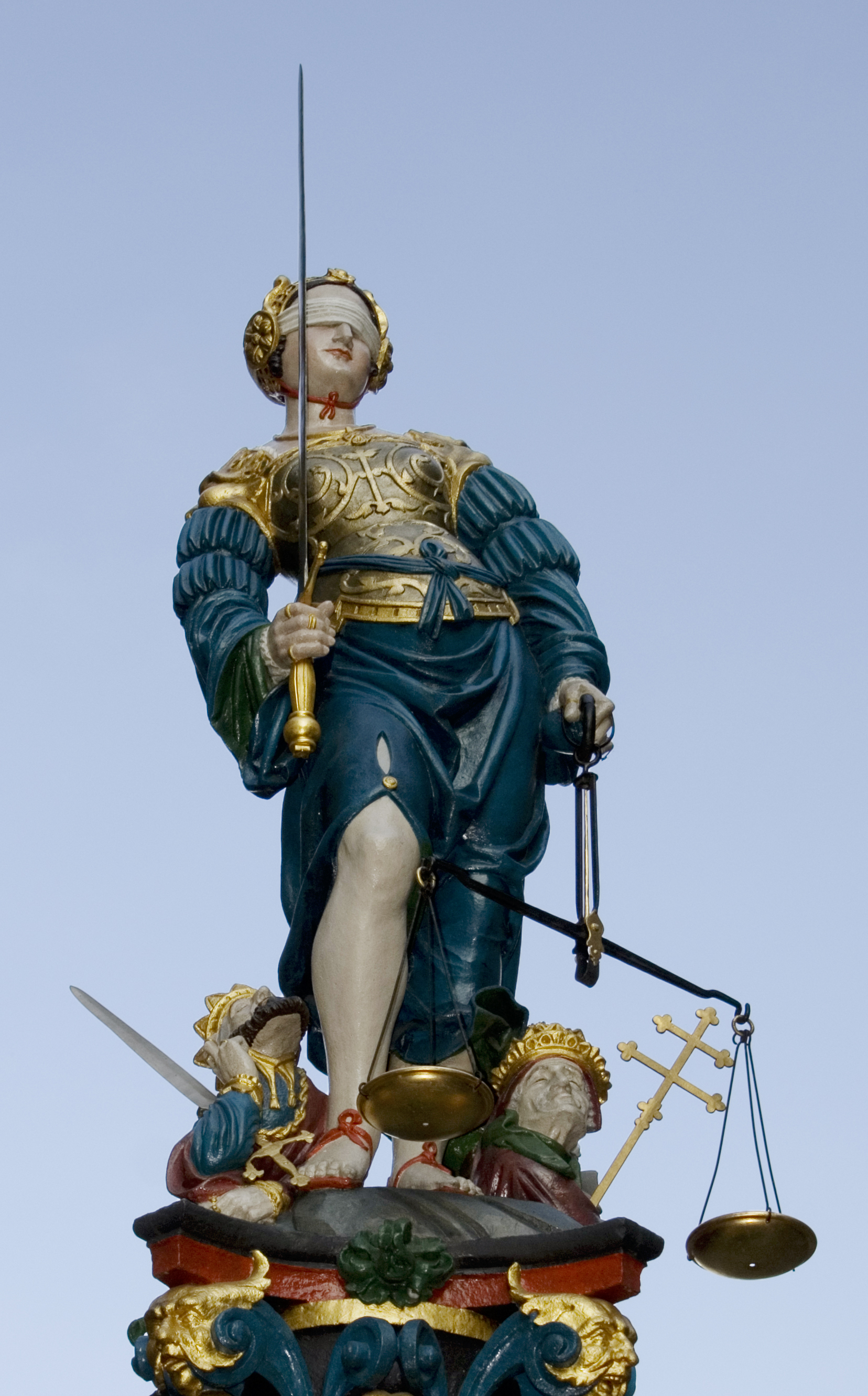
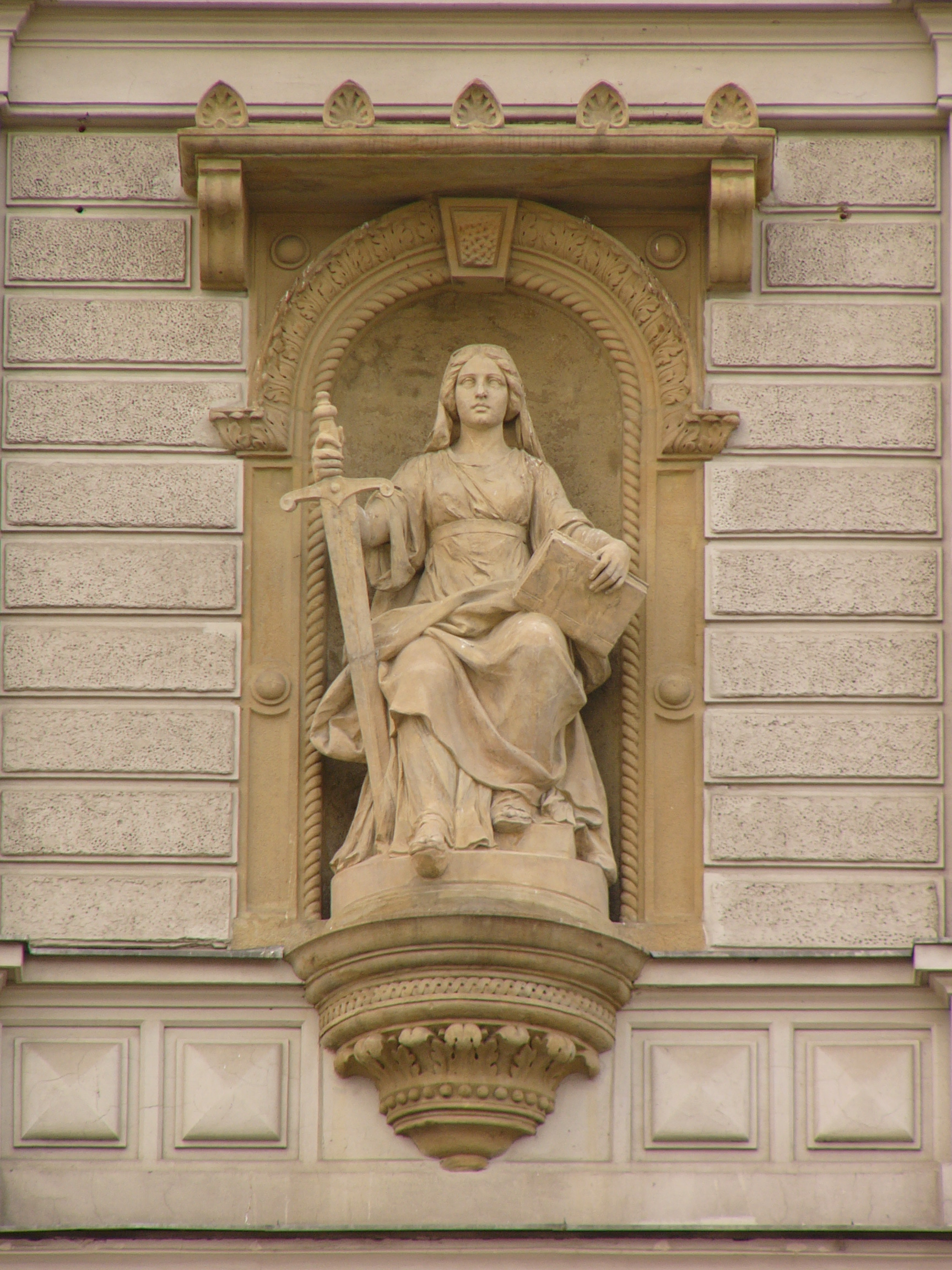
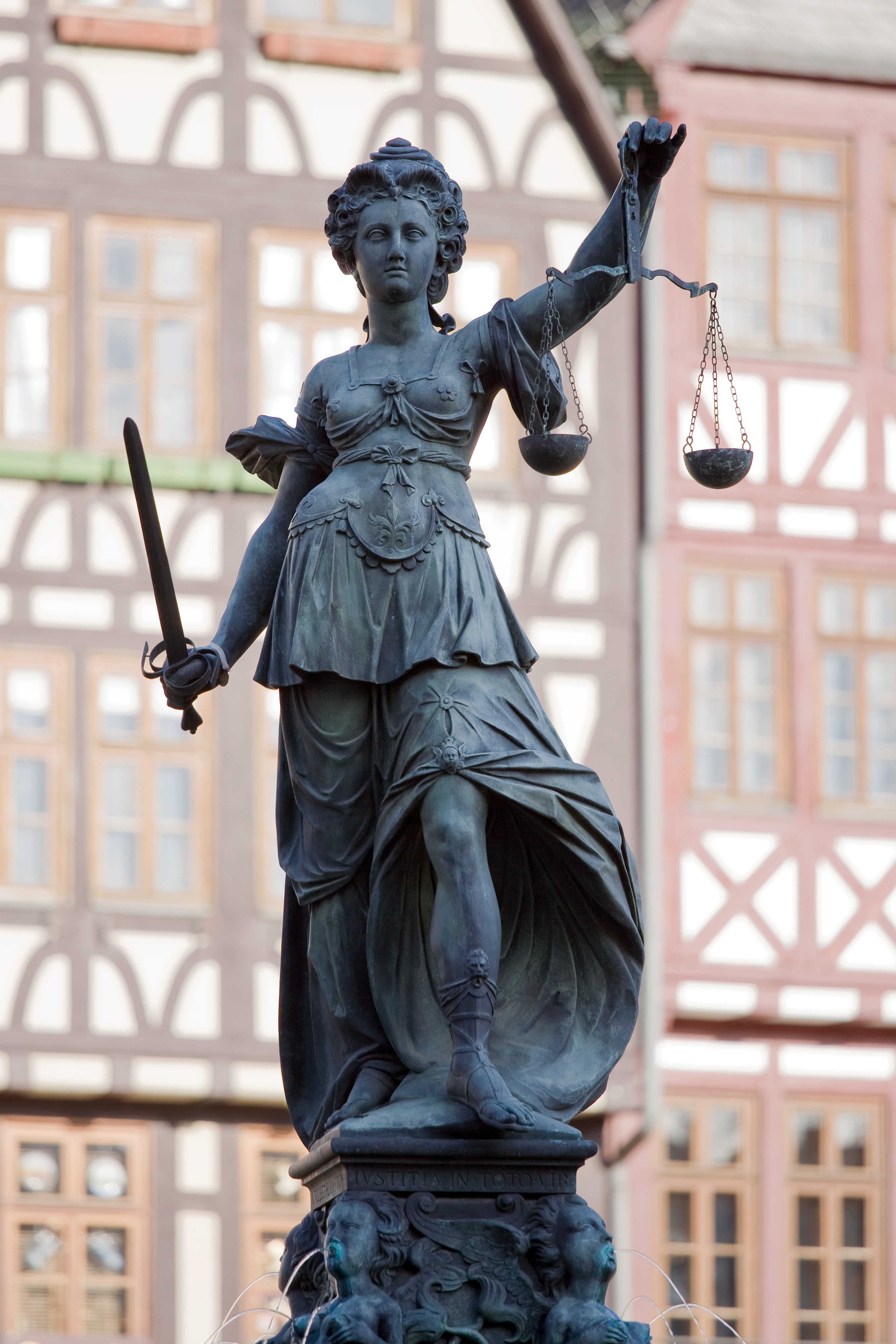
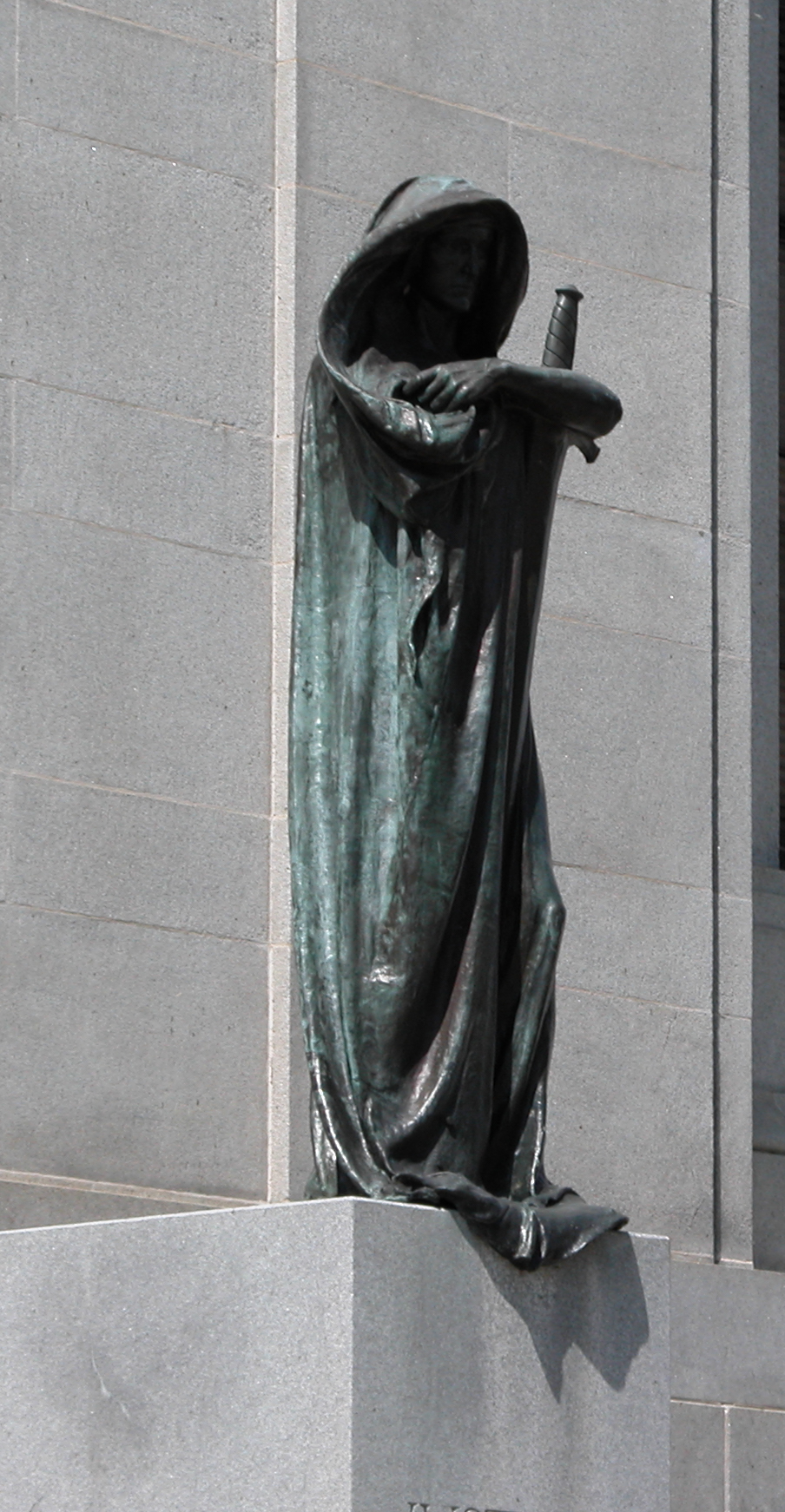
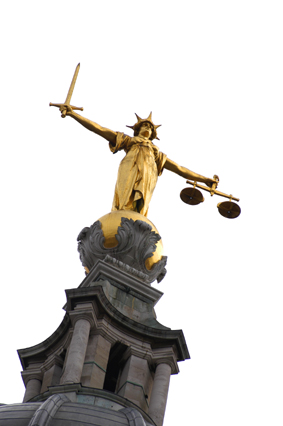
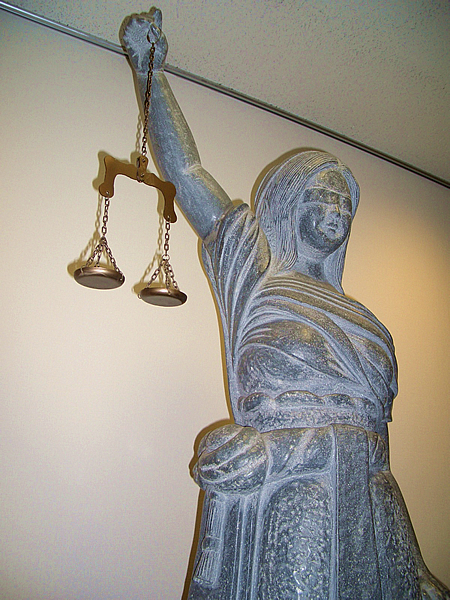
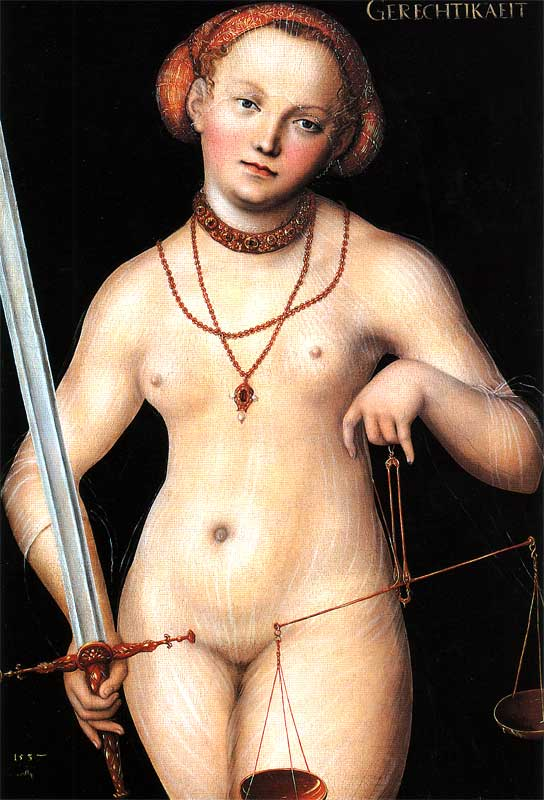
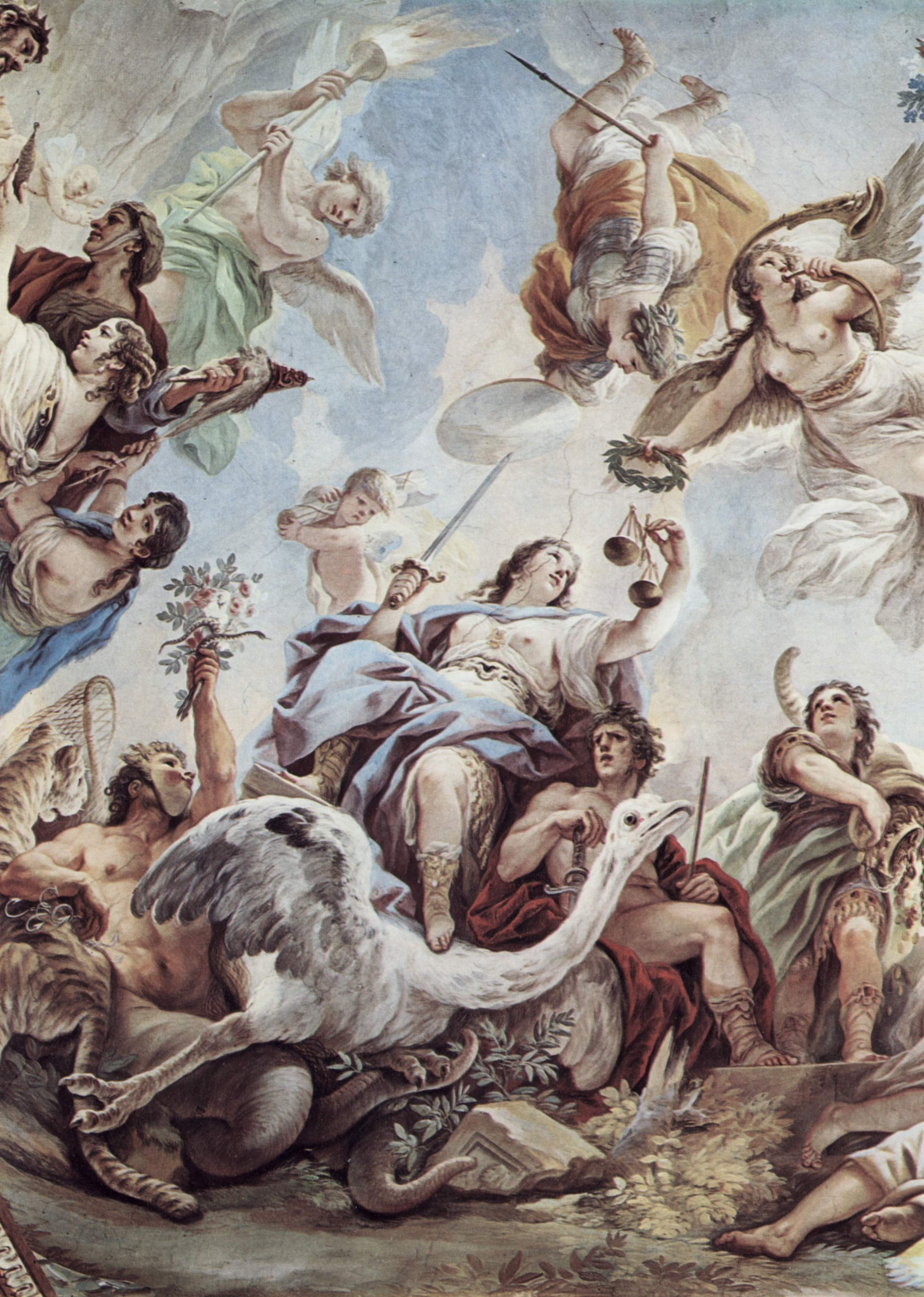
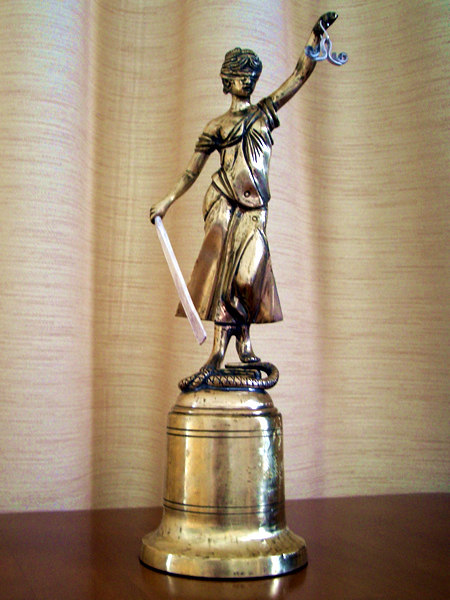
1890
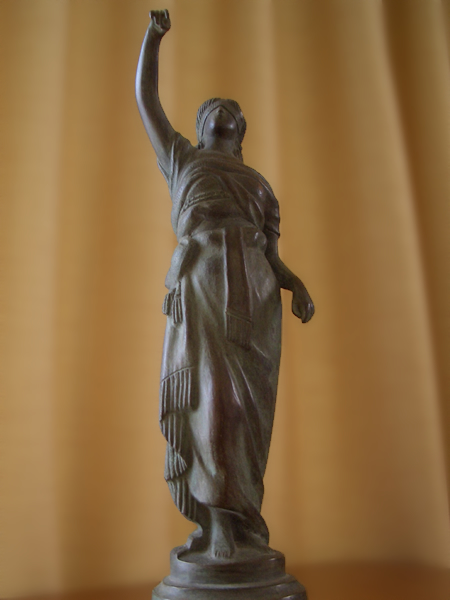
1920
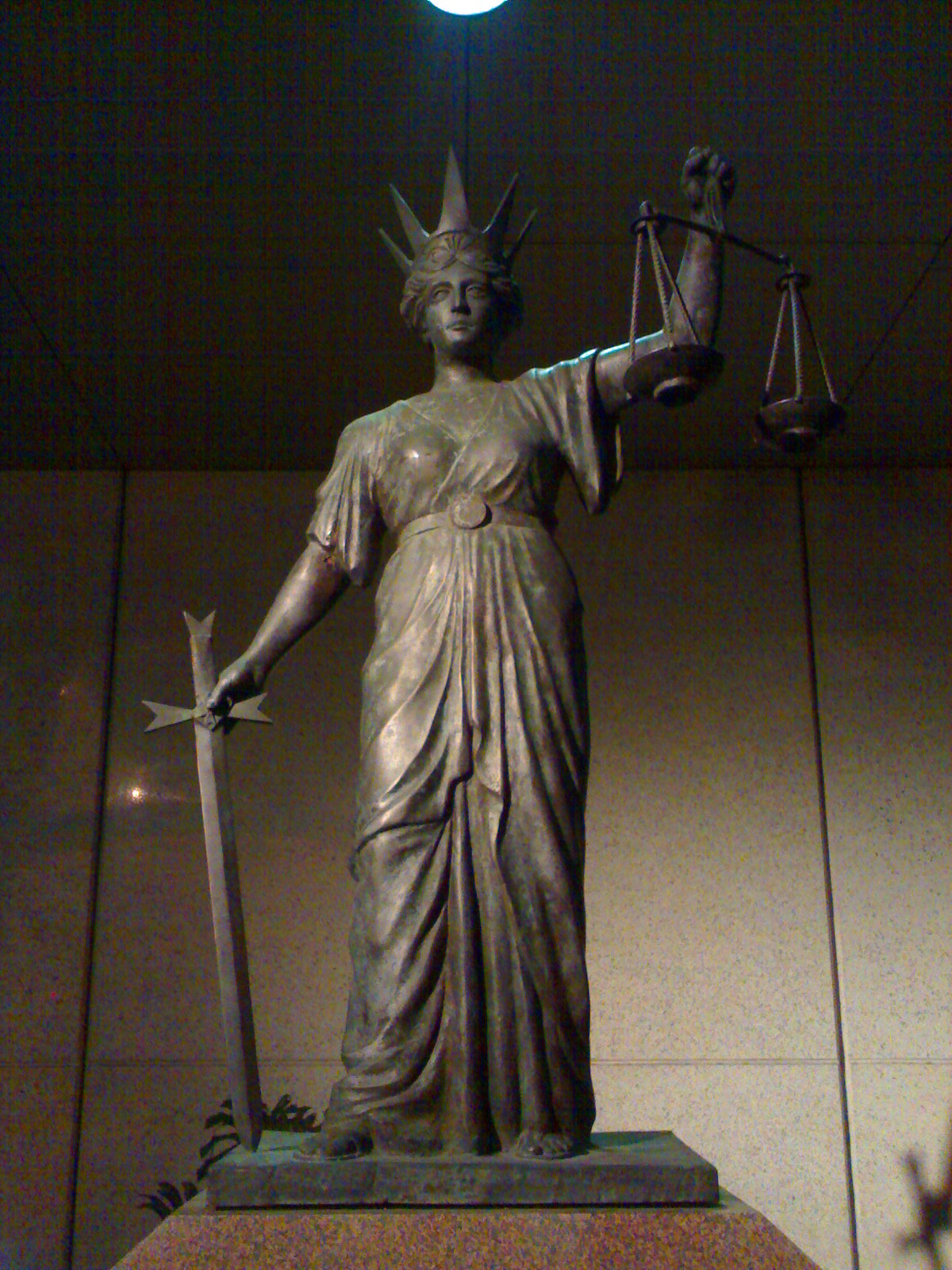